# مانوئل گریگوریان
مانوئل سکتوری گریگوریان (ارمنی: Մանվել Սեկտորի Գրիգորյան؛ زادهٔ ۱۴ ژوئیهٔ ۱۹۵۶ – درگذشته ۱۹ نوامبر ۲۰۲۰) فرد نظامی و سیاستمدار اهل ارمنستان که نماینده دوره‌های پنجم و ششم مجلس ملی جمهوری ارمنستان بود.

## زندگی‌نامه
وی در ۱۴ ژوئیه ۱۹۵۶ در آرشالویس به دنیا آمد و از دانشگاه دولتی ایروان فارغ‌التحصیل شد. وی همچنین برندهٔ جوایزی همچون قهرمان آرتساخ شده است. وی در ۱۹ نوامبر ۲۰۲۰ در سن ۶۴ سالگی در دنیاگیری کووید-۱۹ در ارمنستان درگذشت.

## جوایز
- نشان وارتان مامیکونیان مقدس
- مدال دراستامات کانایان
- قهرمان آرتساخ
- مدال مارشال باقرامیان
- نشان صلیب رزمی (ارمنستان) درجه یک